# Студенческое самоуправление
Студенческое самоуправление — форма организации самостоятельной общественной деятельности студентов по реализации функций управления вузом, которая определяется ими и осуществляется в соответствии с целями и задачами, стоящими перед студенческими коллективами.

## Определения студенческого самоуправления
1. Студенческое самоуправление как целенаправленная деятельность студентов.
Этот процесс расположен к студенчеству ближе всего, так как зарождается внутри студенчества, по его инициативе (с исключениями), им же реализуется. В этом ракурсе очень часто в уставах, конвенциях, резолюциях, положениях и других документах ССУ рассматривают как особую форму инициативной, самостоятельной, ответственной общественной деятельности студентов, направленной на решение важных вопросов жизнедеятельности студенческой молодёжи, развитие её социальной активности.
2. Студенческое самоуправление как форма воспитательной работы в вузе.
Студенческое самоуправление — одна из форм воспитательной работы вуза, осуществляемая в рамках «концепции непрерывного образования», направленная на формирование всесторонне развитой, творческой личности, с активной жизненной позицией, подготовку современных специалистов, конкурентоспособных на рынке труда.
Для справки: Россия вступила в Болонский процесс, и теперь обязательным условием аккредитации и аттестации вуза становится наличие системы воспитательной работы, в том числе наличие органов студенческого самоуправления.
3. Студенческое самоуправление — есть одна из форм молодёжной политики РФ, проводимая в целях консолидации студенческого общественного движения, наиболее полного использования потенциала студенчества в социально-экономических преобразованиях общества, решения студенческих проблем.

## Признаки студенческого самоуправления
1. Системность — совокупность элементов, находящихся в определённых взаимоотношениях и связях между собой и образующих определённое единство.
2. Автономность — относительная независимость студенческого самоуправления в постановке целей и задач деятельности коллектива, разработке её основных направлений; возможность формировать позицию, характеризующуюся независимостью и самостоятельностью в выборе мотивации деятельности, её целей, средств достижения, стиля осуществления.
3. Иерархичность, которая отображается в упорядоченности деятельности ОССУ, структурных подразделений вуза, общественных студенческих формирований, установления между ними взаимосвязей, разделения полномочий, степени ответственности и т.д.
4. Связи с внешней средой, выражающиеся во взаимодействии с органами управления вуза, преподавательским корпусом, хозяйственными службами, с другими образовательными учреждениями, общественными и государственными организациями. В качестве внешней среды могут выступать различные формы студенческой самодеятельности, клубы по интересам, общественные студенческие организации, спортивные секции и другие общественные и структурные формирования вуза, не имеющие системных связей с органами студенческого самоуправления.
5. Наличие органов самоуправления, выражающееся в создании на каждом уровне иерархии студенческого самоуправления его органов: советов учебных групп (треугольников), советов факультетов, студенческих деканатов, учебно-воспитательных студенческих комиссий, советов клубов по интересам, штабов студенческих отрядов, советов общежитий и т.д. Каждый ОССУ действует на основе собственного положения, порядок утверждения в каждом конкретном случае предусматривается индивидуально.
6. Самодеятельность, которая предполагает творческую активность в осуществлении управленческих функций (планировании деятельности, организации, мотивировании участников, контроле и руководстве), доведении до исполнения принятых решений. Самодеятельность предусматривает также наличие определённых полномочий у ОССУ, включённость непосредственных исполнителей в процессы разработки и принятия решений.
7. Целенаправленность, которая предполагает способность органа студенческого самоуправления ставить цели собственной деятельности и развития, соотносить их с ключевыми целями образовательного учреждения, государственной молодёжной политики; чёткое осознание желаемых результатов, умение видеть оптимальные пути достижения целей.
8. Независимость — финансовая и юридическая независимость ОССУ от администрации вуза
9. Участие в управлении вузом — участие в работе ученого совета вуза

Представляется, что в данную систему необходимо добавить ещё один элемент — выборность. Наличие принципа выборности демократизирует этот институт и только в этом случае позволяет говорить о достижении такой «стратегической цели» как «подготовка гражданина, способного участвовать в управлении государством, принимать и выполнять общественно значимые решения, реализовывать в полной мере своё право избирать и быть избранным в органы государственного управления и МСУ».

## Субъекты студенческого самоуправления
1 точка зрения — только студенты ВУЗа могут быть субъектами, что обусловлено самим названием «студенческое».
2 точка зрения — субъектами ССУ являются не только студенты, но и аспиранты (очевидно, схожесть статусов).
Аспиранты остались единственной категорией молодёжи, которая государством не была организована в качестве «автономного движения».
3 точка зрения — субъектами являются не только студенты, но и преподаватели. (международный день студентов)
4 точка зрения — субъектами являются студенты и администрация вуза, так как студенческое самоуправление включает в себя такой компонент, как самоуправление.

## Принципы студенческого самоуправления
Принципы ССУ — наиболее общие мировоззренческие идеи относительно сущего и должного в ССУ.
Предлагаемые принципы являются основой концепции Студенческого Самоуправления вуза. Принципы определяют самые важные, характерные черты Студенческого Самоуправления вуза, отличающие его от других существующих форм студенческих организаций в России.
Суть идеи Студенческого Самоуправления отражают все принципы в совокупности. Иначе говоря, только система этих принципов даёт верное представление о сущности Студенческого Самоуправления.
1. Принцип объединения. Студенческое Самоуправление - это добровольное объединение студентов вуза с целью совместного решения вопросов по повышению качества студенческой жизни. Объединение даёт им право принимать участие в управлении студенческой жизнью вуза и использовать возможности Студенческого Самоуправления для самореализации и развития.
2. Принцип добровольности. Студенты добровольно определяют степень своего участия.
3. Принцип формализации. Деятельность студенческого объединения определяется единством миссии, целей, задач и организационной структуры, формализованных в Уставе (Конституции) Студенческого Самоуправления. Устав является основным законом студенческого объединения и принимается Конференцией студентов вуза.
4. Принцип государственности. Студенческое Самоуправление осуществляет свою деятельность в соответствии с государственной молодёжной политикой России.
5. Принцип фокуса внимания. Фокусом внимания Студенческого Самоуправления является развитие личности студента и студенческой жизни внутри вуза.
6. Принцип системности. Студенческое Самоуправление строит свою деятельность на системной основе. Системный подход к реализации государственной молодёжной политики рассматривает Студенческое Самоуправление как инструмент реализации воспитательной функции вуза. В данном контексте «системный» подразумевает, что мы рассматриваем вуз как элемент государственной системы работы с молодёжью, а Студенческое Самоуправление как элемент системы вуза и инструмент реализации воспитательной функции вуза и молодёжной политики государства. Системный подход к построению Студенческого Самоуправления рассматривает деятельность студенческого объединения как целенаправленный, систематичный и регулируемый процесс функционирования и взаимодействия структурных подразделений Студенческого Самоуправления для достижения уставных целей. Системный подход к развитию личности подразумевает, что Студенческое Самоуправление стремится к гармоничному развитию личности и формированию у студентов умения воспринимать и изучать явления и процессы в их взаимосвязях с учётом причинно-следственных закономерностей.
7. Принцип выборности. Руководящие органы Студенческого Самоуправления формируются на выборной основе.
8. Принцип служения. Студенты, избранные в руководящие органы Студенческого Самоуправления, присягают на служение его миссии, целям и задачам как определяющим ориентирам деятельности студенческого объединения.
9. Принцип представительства. Студенты, избранные в руководящие органы Студенческого Самоуправления, выполняют свои функции, действуя от имени, по поручению и в интересах студентов вуза.
10. Принцип автономности. Студенческое Самоуправление самостоятельно определяет порядок своего функционирования и не зависит в своих решениях от администрации вуза, государственных органов и иных лиц.
11. Принцип корпоративности. Студенческое Самоуправление является частью корпоративной культуры вуза и не может существовать вне вуза. Студенческое Самоуправление неразрывно связано с историей, ценностями, традициями вуза.
12. Принцип партнёрства. Стратегические основы взаимодействия Студенческого Самоуправления и администрации вуза носят партнёрский характер и закладываются в Уставе вуза и Уставе Студенческого Самоуправления. Детально взаимоотношения сторон определяются в Соглашении, заключаемом между Студенческим Самоуправлением и администрацией вуза.
13. Принцип эксклюзивности. Студенческое Самоуправление обладает эксклюзивным правом на реализацию воспитательной функции вуза и управление студенческой жизнью по всем направлениям, дополняющим деятельность администрации в этой сфере.
14. Принцип единства и целостности. Иные студенческие объединения, функционирующие в вузе, являются субъектами Студенческого Самоуправления и осуществляют свою деятельность в правовом поле Студенческого Самоуправления в соответствии с Уставом Студенческого Самоуправления.
15. Принцип ресурсного обеспечения. Студенческое Самоуправление для осуществления своей уставной деятельности использует организационные, материальные, интеллектуальные, информационные и иные ресурсы вуза в соответствии с Соглашением между Студенческим Самоуправлением и вузом.
16. Принцип обучения. Студенческое Самоуправление нуждается в методической и консультационной поддержке, особенно на этапе формирования. Для этого может быть создано специальное подразделение. Основной функцией такого подразделения является обучение Актива Студенческого Самоуправления знаниям, умениям и навыкам организационных коммуникаций и управления. На данное подразделение могут накладываться дополнительные функции по оказанию содействия Студенческому Самоуправлению.
17. Принцип развития. По мере становления организационной культуры, накопления опыта и традиций Студенческое Самоуправление может в установленном порядке приобрести права и принять на себя обязанности юридического лица.

## Формы ССУ в России
В РФ в настоящее время выработаны 4 формы студенческого самоуправления:
1. Общественное объединение студентов данного образовательного учреждения;
2. Общественный орган, выполняющий функции студенческого самоуправления (статус органа определяется приказом ректора (директора) или договором);
3. Профсоюзная организация студентов, выполняющая функции органа студенческой деятельности;
4. Отделение муниципальной, региональной, межрегиональной, общероссийской общественной организации, заключившей договор с образовательным учреждением (статус организации определяется соглашением).

(Согласно Примерному Положению об ОССУ вуза)
Федеральное агентство по образованию определяет следующие формы студенческого самоуправления:
1. первичные профсоюзные организации студентов;
2. студенческие комиссии объединенных первичных профсоюзных организаций;
3. другие студенческие общественные объединения, действующие в соответствии с Федеральным законом от 19.05.95 № 82-ФЗ «Об общественных объединениях»;
4. студенческие советы, формируемые на основании Примерного положения о студенческом совете в образовательном учреждении (филиале) высшего профессионального образования, одобренного 29.09.2006 г. на заседании Совета по вопросам развития студенческого самоуправления.

(Инструктивное письмо Федерального агентства по образованию «О студенческом самоуправлении»)

## Органы студенческого самоуправления (ОССУ)
Наиболее полно формы ОССУ отражены в книге «Студенческое самоуправление. Методические рекомендации. Ч.1» РнД, 2004 г.
1. Руководящий орган общественной студенческой организации, действующей в данном учебном заведении, или отделения городской, областной, общероссийской общественной организации, заключившей договор с вузом. Порядок формирования — ФЗ «Об общественных объединениях» 2003 г. и Устав общественного объединения.
2. Руководящий орган профсоюзной организации студентов, статус которого определяется коллективным договором. Порядок формирования — ФЗ «О профессиональных союзах, их правах и гарантиях деятельности» и Уставом профсоюзной организации.
3. Руководящие органы профсоюзной организации студентов и общественного студенческого объединения(й), статус которых и приоритеты деятельности определяются трёхсторонним соглашением с администрацией вуза.
4. Орган общественной самодеятельности (Студенческий совет) образовательного учреждения, выполняющий функции ССУ. Возможный порядок формирования такого органа:

- Избирается на студенческой конференции из числа наиболее активных студентов;
- Избирается на общем собрании студентов из числа студенческого актива;
- В совет объединяются руководители или полномочные представители общественных формирований учебного заведения. Студенческий совет действует на основании положения (Устава). Статус студенческого совета определяется уставом образовательного учреждения и утверждается приказом руководителя образовательного учреждения;
- Формируется из числа представителей органов ССУ структурных подразделений образовательного учреждения.

Кроме того, профсоюзная организация студентов и общественная студенческая организация отмечены как разные формы ССУ, хотя профсоюзная организация — это лишь одна из разновидностей общественных организаций, действующая также на основании Федерального закона «Об общественных объединениях» и наделённая Федеральным законом «О профессиональных союзах, их правах и гарантиях деятельности» дополнительными правами, связанными с возможностью деятельности таких организаций независимо от администрации предприятий, учреждений и т.п.
Федеральное агентство по образованию в инструктивном письме «О студенческом самоуправлении» указывает:
«Органами студенческого самоуправления являются выборные органы действующих форм студенческого самоуправления (советы, комитеты, бюро и др.)». При этом, «Система студенческого самоуправления формируется обучающимися самостоятельно с учетом особенностей образовательного учреждения и сложившихся традиций. Органы управления образовательного учреждения обязаны содействовать развитию системы студенческого самоуправления и координировать её работу».
(Инструктивное письмо Федерального агентства по образованию «О студенческом самоуправлении»)